# Инглвуд-Парк
Инглвуд-Парк (англ. Inglewood Park Cemetery) — кладбище, расположенное в Инглвуде, штат Калифорния. Основано в 1905 году. Принадлежит и управляется Ассоциацией кладбища Инглвуд-Парк. Территория кладбища занимает 115 гектар, из которых 95 гектар занимают захоронения. Первое захоронение было произведено 20 июля 1906 года. В 1913 году в Инглвуд-Парке был построен первый в Калифорнии общественный мавзолей.